# Racing Club de France Football
El Racing Club de France Football, también conocido como Racing Club de París, es un club de fútbol francés fundado en 1896 como la sección de fútbol del Racing Club de France, club polideportivo creado en 1882 y del que se desvinculó en 2003 para pasar a ser independiente. Con sede en París, compite en el Championnat National 3, quinta categoría nacional.
El club es un histórico del fútbol francés y tiene una complicada historia.
Tuvo sus mejores momentos entre los años 30 y 50. En 1936 ganó la Ligue 1 y fue campeón de la Copa de Francia en cinco ocasiones. También tuvo éxito al comienzo de los años 60, pues terminó dos veces subcampeón de la Ligue 1 (en 1961 y 1962). Suma un total de 6 títulos nacionales y pelea la hegemonía futbolística con el Marsella, Lille y Stade Reims. Era el tercer club más laureado de Francia hasta ese momento, igualado con el Olympique Gymnaste Club de Nice.
Entre 1930 y 1962, el club recibía cada mes de noviembre al equipo inglés Arsenal Football Club para un partido amistoso.
Luego se involucró en una crisis financiera que asoló el juego francés a mediados de los años 60 y quebró. En el proceso pasó por distintas divisiones.
El empresario francés Jean-Luc Lagardère adquirió el equipo en la década de 1980. Quería conseguir un equipo de estrellas pero fracasó. Desde de la salida de Lagardère, el club trató de recuperar su fama mientras jugaba en el nivel amateur. Desde su descenso a dicho nivel, la entidad sigue buscando recursos financieros para solventarse. En diciembre de 2008, Georgios Kintis trató de comprarlo pero no logró alcanzar un acuerdo.

## Palmarés

### Competiciones nacionales (6)
- Ligue 1 (1): 1936
- Ligue 2 (1): 1986
- Copa de Francia (5): 1936, 1939, 1940, 1945, 1949
- Championnat de France amateur (1): 2004 (Grupo D)
- Championnat de France amateur 2 (2): 2007 (Grupo F), 2022 (Grupo J)

### Competiciones nacionales desaparecidas (5)
- Championnat de France de l'USFSA (1): 1907
- Coupe Dewar (4): 1905, 1906, 1907, 1912

## RC París en Europa
- Copa de Ferias 1963-64:

|   | Contrincante                        | Resultado | Global | Puesto             |
| - | ----------------------------------- | --------- | ------ | ------------------ |
| 1 | Rapid Viena - Racing Club de France | 1-0       | -      | 1.ª fase, 1.er leg |
| 2 | Racing Club de France - Rapid Viena | 2-3       | 2-4    | 1.ª fase, 2.º leg  |

## Historial de entrenadores

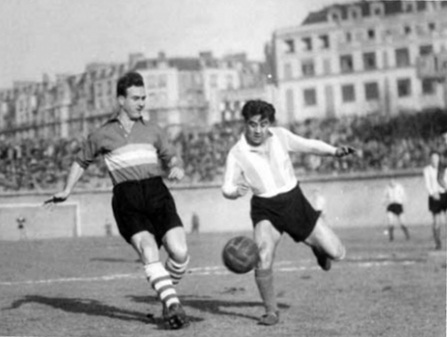
Racing (con camiseta oscura y líneas horizontales) contra el Racing de Avellaneda en el Parque de los Príncipes, 1950

| Año       | Entrenador           |
| 1932-1933 | Curtiss Booth        |
| 1933-1934 | Peter Farmer         |
| 1934-1935 | Jimmy Hogan          |
| 1935-1939 | George Kimpton       |
| 1939-1940 | Élie Rous            |
| 1940-1943 | Émile Veinante       |
| 1943-1944 | Robert Fischer       |
| 1944-1952 | Paul Baron           |
| 1952      | A. Listello          |
| 1952-1958 | Auguste Jordan       |
| 1958-1964 | Pierre Pibarot       |
| 1964      | André Jeampierre     |
| 1964-1965 | Paul Baron           |
| 1965-1966 | Lucien Troupel       |
| 1970-1975 | Paul Jurilli         |
| 1978-1982 | Jean-Marie Lawniczak |
| 1982-1984 | Alain De Martigny    |
| 1984-1986 | Victor Zvunka        |
| 1986      | Silvester Takač      |

| Años      | Entrenador           |
| 1986-1987 | Victor Zvunka        |
| 1987-1988 | Artur Jorge          |
| 1988-1989 | René Hauss           |
| 1989-1990 | Henryk Kasperczak    |
| 1990-1992 | Luc Bruder           |
| 1992-1993 | Camille Choquier     |
| 1993-2000 | Jean-Marie Lawniczak |
| 2000-2002 | Jean-Michel Cavalli  |
| 2002      | Régis Roche          |
| 2002-2004 | Jean-Guy Wallemme    |
| 2004      | Kamel Djabour        |
| 2004      | Noël Tosi            |
| 2004      | Éric Santamaria      |
| 2004      | Robert Buigues       |
| 2004-2005 | Stéphane Paille      |
| 2005-2008 | Frederic Lipka       |
| 2008-2010 | Ali Tabti            |
| 2010-2013 | Azzedine Meguellatti |
| 2013-2014 | Didier Tardiveau     |

| Año       | Entrenador        |
| 2014-2015 | Manuel Abreu      |
| 2015-2017 | Armand Bouzaglou  |
| 2017-2018 | Alexandre Gavache |
| 2018      | Abdellah Mourine  |
| 2019      | Guillaume Norbert |
| 2019      | Emmanuel Tregoat  |
| 2019-     | Guillaume Norbert |